# Chikunia albipes
Espèce
Synonymes
- Theridula albipes Saito, 1935
- Chrysso albipes (Saito, 1935)
- Theridion rapulum Yaginuma, 1960

Chikunia albipes est une espèce d'araignées aranéomorphes de la famille des Theridiidae.

## Distribution
Cette espèce se rencontre en Russie, en Chine, en Corée du Sud et au Japon.

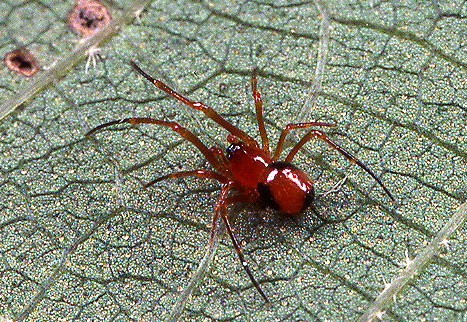
Chikunia albipes ♂

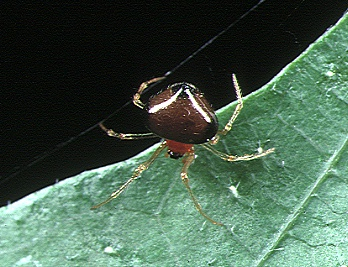
Chikunia albipes ♀

## Publication originale
- Saito, 1935 : Further notes on spiders from southern Saghalin, with descriptions of three new species. Annotationes zoologicae Japonenses, vol. 15, no 1, p. 58-61.